# Bonheur (theatergezelschap)
Bonheur Theaterbedrijf Rotterdam was een van de drie professionele toneelgezelschappen van de stad Rotterdam. Het gezelschap werd opgericht in 1984 en is sinds 1988 gevestigd in de Eendrachtsstraat, een zijstraat van de Witte de Withstraat, in het centrum. Deze voormalige gymnastiekschool is verbouwd tot een kleine theaterzaal, die voor elke theaterproductie opnieuw wordt aangepast en ingericht. De naam Bonheur is ontleend aan Hotel Bonheur, een verhaal van de Rotterdamse schrijfster Anna Blaman (1905-1960). Een bewerking van dit verhaal was de eerste voorstelling van het gezelschap. In 2013 speelde Bonheur wegens geldgebrek zijn laatste voorstelling.

## Achtergrond
Artistiek leider van Bonheur was theatermaker Peter Sonneveld. Annekee van Blokland, Ria Eimers, José Huibers, Trudi Maan, Sandra Sok, Marieke de Vogel en Francis Wijsmuller stonden samen aan de wieg van Bonheur. Van Blokland was twintig jaar lang artistiek leider van het gezelschap. Tussen haar en Peter Sonneveld ontstond een diepe vriendschap, die duurde tot Van Blokland in 2005 overleed aan een ernstige ziekte. Annekee van Blokland maakte producties die zich, geïnspireerd door de literatuur, afspeelden op de grens van theater en beeldende kunst. Onder haar leiding waren bij Bonheur bewerkingen voor theater te zien van boeken uit het oeuvre van Jonathan Safran Foer, George Herriman, David Leavitt, Virginia Woolf, Ivy Compton-Burnett, Katherine Mansfield en vele anderen.